# Markéta Braniborská
Markéta Braniborská (1270–1315) z dynastie Askánců byla polskou královnou a poté saskou vévodkyní, nevlastní matkou budoucí české a polské královny Elišky Rejčky.

## Život
Narodila se jako dcera braniborského markraběte Albrechta III. a Matyldy, dcery dánského krále Kryštofa I. Mezi Markétiny předky patřili králové Čech, Dánska a Portugalska. 13. dubna 1293 se stala třetí manželkou Přemysla Velkopolského a o dva roky později byla v Poznani korunována polskou královnou. Sňatek byl zprostředkován českým králem Václavem II., který za něj a finanční úplatu získal od Přemysla Malopolsko. Manželství bylo bezdětné a po Přemyslově násilné smrti se Markéta vrátila do vlasti společně s Přemyslovou dětskou dědičkou Eliškou Rejčkou. Dívku zasnoubila se svým bratrem Otou, který však roku 1299 zemřel. V létě roku 1300 byla Rejčka provdána za ovdovělého Václava II., který tak svůj nárok na polskou korunu podepřel dynastickým svazkem s dcerou posledního korunovaného polského krále.
Markéta se roku 1302 znovu provdala za saského vévodu Albrechta III. Během manželství porodila dva syny a roku 1308 opět ovdověla. Zemřela roku 1315 a byla pochována v katedrále v Ratzeburgu.